# Odorrana narina
Espèce
Synonymes
- Rana narina Stejneger, 1901
- Buergeria ijimae Stejneger, 1901

Statut de conservation UICN

 EN B1ab(iii) : En danger
Odorrana narina est une espèce d'amphibiens de la famille des Ranidae.

## Répartition
Cette espèce est endémique de la partie Nord de l'île d'Okinawa Hontō dans les îles Okinawa dans l'archipel Nansei au Japon,.

## Description
Odorrana narina mesure entre 48 et 53 mm pour les mâles et entre 66 et 74 mm pour les femelles.

## Publication originale
- Stejneger, 1901 : Diagnoses of Eight New Batrachians and Reptiles from the Riu Kiu Archipelago, Japan. Proceedings of the Biological Society of Washington, vol. 14, p. 189-191 (texte intégral).